# Demissa
Demissa is een geslacht van weekdieren uit de klasse van de Gastropoda (slakken).

## Soorten
- Demissa alisonae Boyer, 2016
- Demissa benthedii Boyer, 2016
- Demissa borbonica Boyer, 2016
- Demissa carolinensis Boyer, 2016
- Demissa cecalupoi (Cossignani, 2005)
- Demissa deformis (G. Nevill & H. Nevill, 1874)
- Demissa fusulina Boyer, 2016
- Demissa lorenzi Boyer, 2016
- Demissa maccleeryi Boyer, 2016
- Demissa maldiviensis Boyer, 2016
- Demissa masirana Boyer, 2016
- Demissa meridionalis Boyer, 2016
- Demissa nevilli (Jousseaume, 1875)
- Demissa philippinarum Boyer, 2016
- Demissa poppei Boyer, 2016
- Demissa procrita (Kilburn, 1977)
- Demissa santoensis Boyer, 2016
- Demissa volunta (Laseron, 1957)
- Demissa zanzibarica Boyer, 2016